# Cheile Bicazului
Cheile Bicazului sunt chei situate în partea centrală a Munților Hășmaș, în nord-estul României în județele Neamț și Harghita, dezvoltate în calcare jurasice. Se află în partea centrală a culmii estice Tulgheș-Valea Rece a Masivului Hășmaș. Axul principal al acestora este reprezentat de către râul Bicaz.
Monument al naturii, sunt incluse ariilor protejate de interes național, Cheile Bicazului din județul Neamț și Cheile Bicazului și Lacul Roșu din județul Harghita, fiind situate în aria de protecție integrală a Parcului Național Cheile Bicazului - Hășmaș.

## Descriere
Cheile, străbătute de râul Bicaz, fragmentează adânc Munții Hășmaș în porțiunea centrala a culmii estice a acestora, Tulgheș-Valea Rece, despărțind culmea respectivă într-o porțiune nordică și una situată la sud (Culmea Dămuc).
Deși cheile au apărut într-o masă de calcare jurasice, de-a lungul traseului  Lacu Roșu – Bicazu Ardelean se întâlnesc și asocieri de jaspuri, cenuși vulcanice și conglomerate, care, alături de existența rocilor diferit colorate și variate ca formă și alcătuire, precum și în contextul în care pe axa cheilor se află majoritatea punctelor de atracție din zonă, fac ca aici să existe unul dintre cele mai remarcabile itinerare turistice din Carpați Românești.

## Date turistice și de acces
Sunt străbătute de către drumul transcarpatic DN12C, care leagă orașele Gheorgheni și Bicaz și face legătura între Transilvania și Moldova, aflându-se între Lacul Roșu în amonte și localitatea Bicaz-Chei, în aval.
În amonte încep la limita estică a stațiunii Lacu Roșu la km 26,5 și se termină în aval la km 34 al DN12C. Conform alpinistului Emilian Cristea, ele se împart în 4 sectoare:

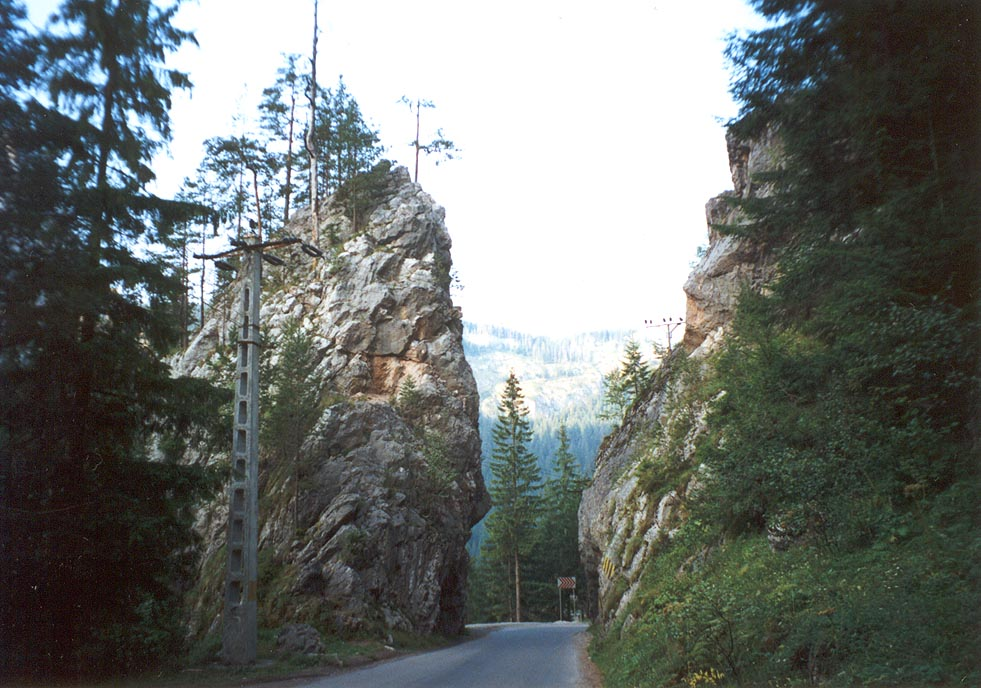
Sectorul I „Între chei”: km 26,5-28,7, între limita estică a stațiunii Lacu Roșu și Poarta de Piatră. Sectorul este limitat la stânga de peretele sud-estic al Suhardului Mic și pantele de început ale Muntelui Cupaș, despărțite de pârâul Cupaș. Deasupra și în apropiere de confluența Cupașului cu Bicazul, se află peștera Suhard. Pe partea dreaptă a cheilor, în aval de confluența cu Cupașul se află vârful Surduc, de unde pornește pintenul în care este tăiată de către șosea, Poarta de Piatră.
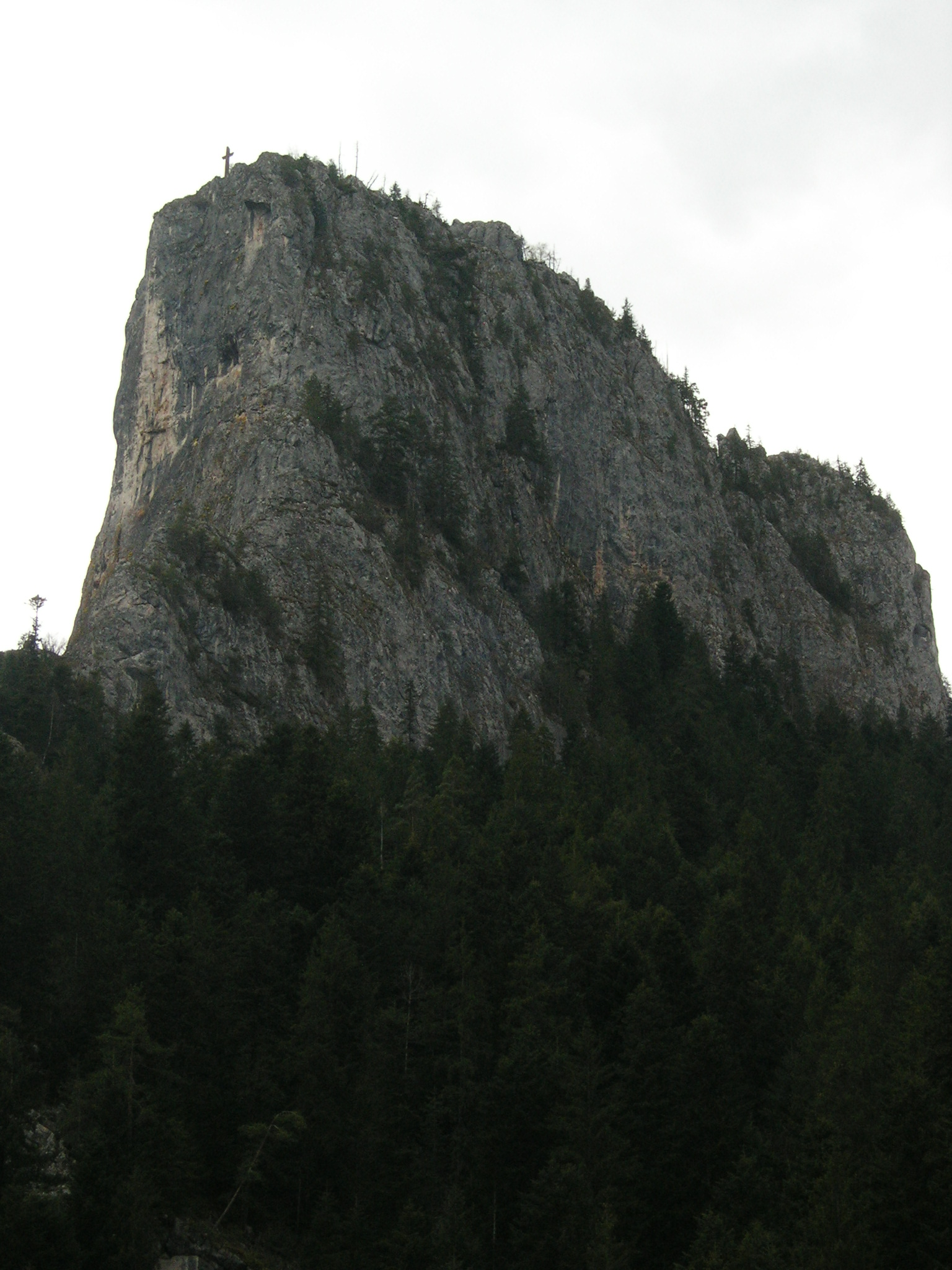
Sectorul II „Polițele Bardosului”: km 28,7-31, între Poarta de Piatră și Gâtul Iadului. Este dominat la stânga de Piatra Altarului (sau Turnul Bardosului) și la dreapta de Muntele Piatra Poienii, care trimite spre vale un pinten prin care a fost săpat tunelul Lacu Roșu. Pe partea stângă, lângă Piatra Altarului, în amonte de aceasta se află confluența cu pârâul Lapoș și respectiv accesul spre Cheile Lapoșului. În aval de tunel se desfășoară serpentine ale șoselei, pe o lungime de aproape 1 km. După o porțiune mai strâmtă delimitată la stânga de Polițele Bardosului, se ajunge mai întâi într-o porțiune mai largă, unde se află pe dreapta confluența cu Bicăjelul și respectiv accesul spre Cheile Bicăjelului. Înainte de deschiderea văii spre zona de confluență, la dreapta se înalță Turnul Negru.
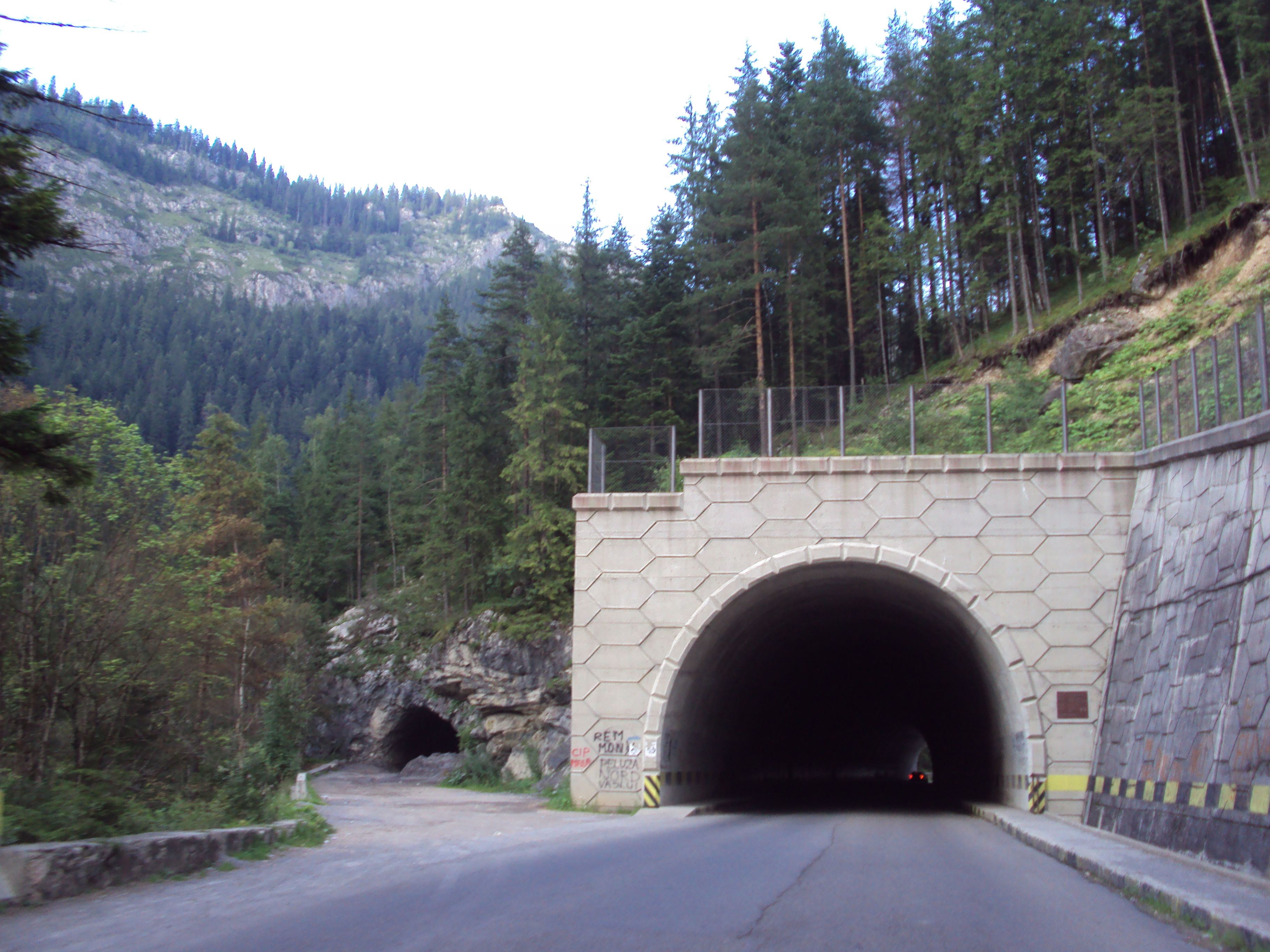
Tunelul Lacu Roşu
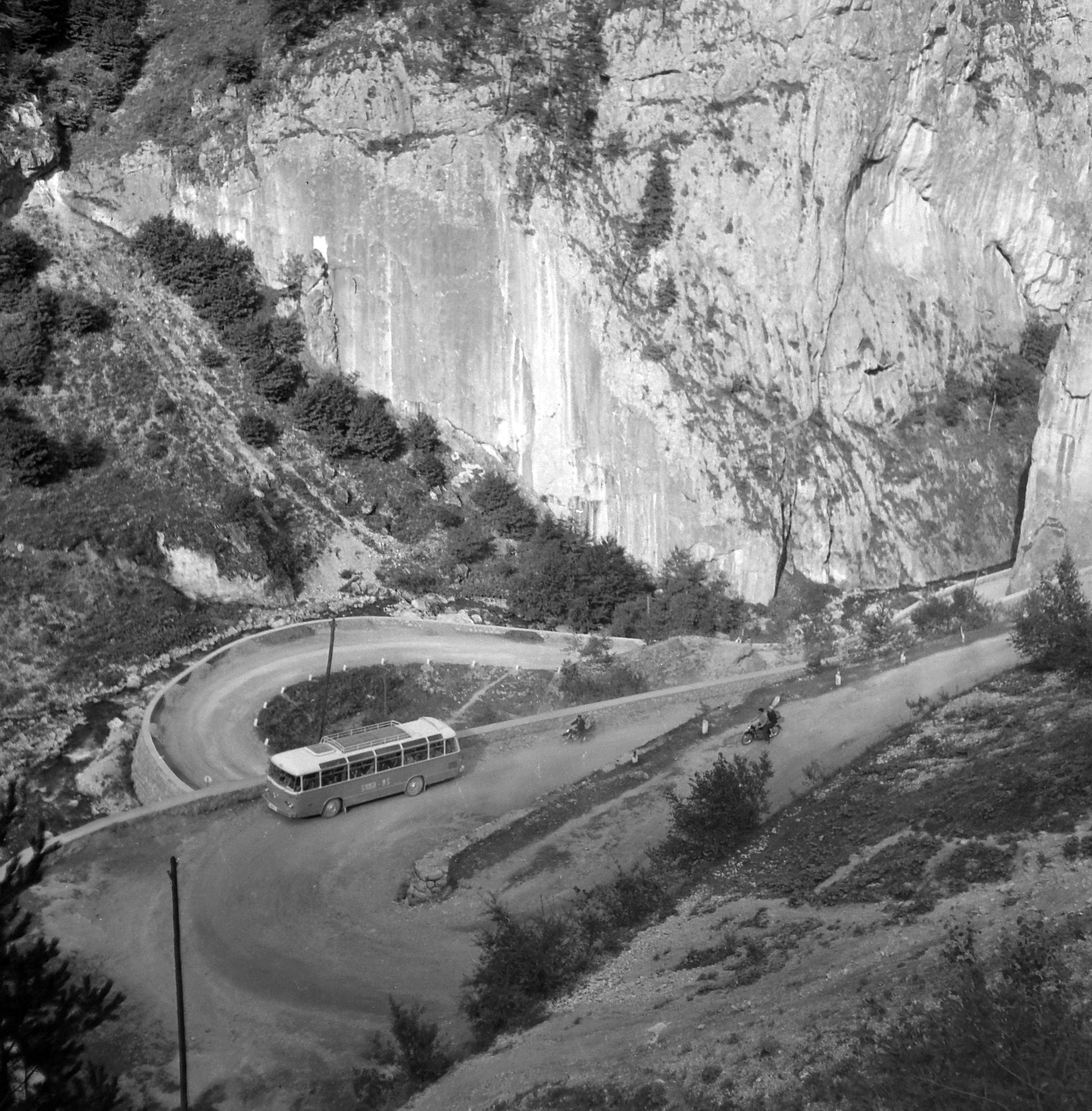
Serpentine
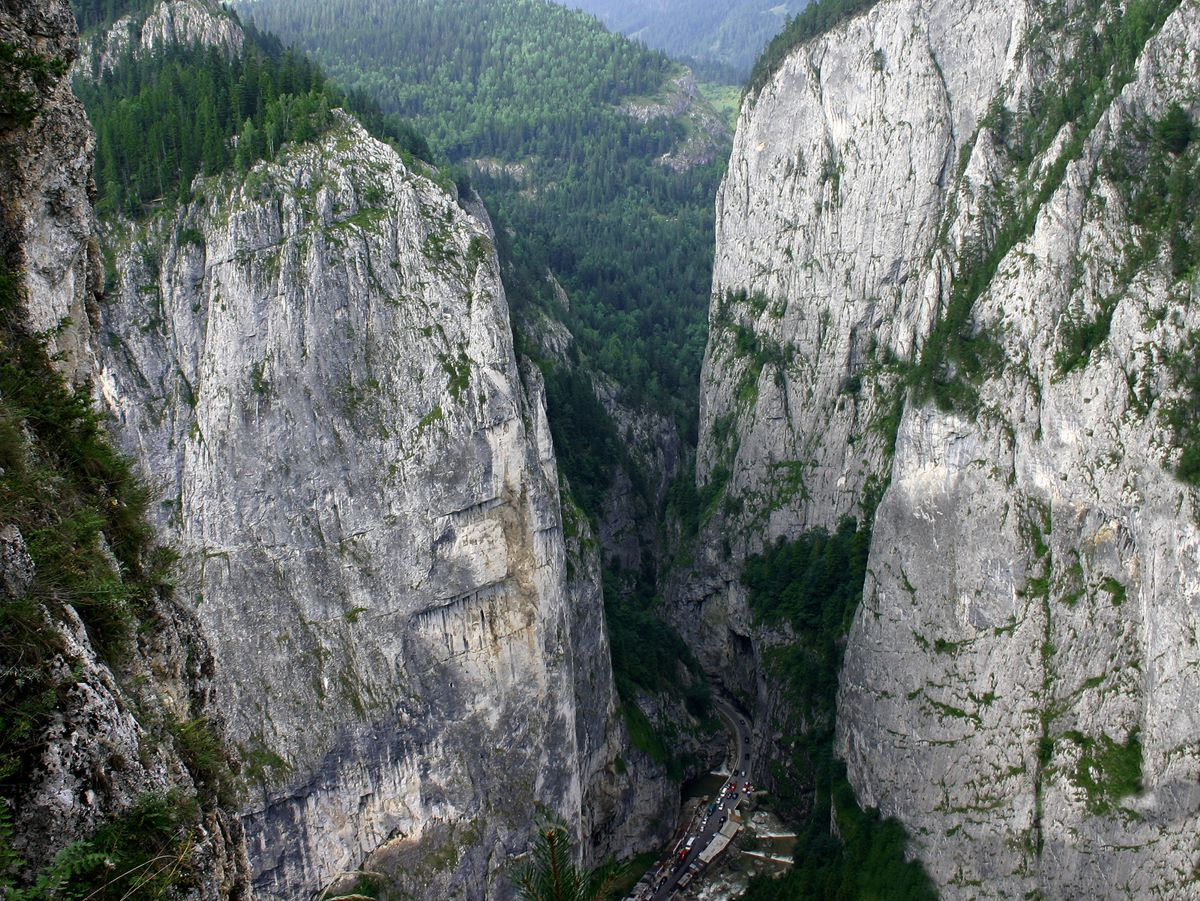
Sectorul III „Gâtul Iadului”: km 31-32,2. Este o porțiune strâmtă, cu un veritabil aspect de canion. La dreapta se află Piatra Surducului. La km 32, pe stânga se află Gura Bardosului, de unde peisajul devine mai puțin sălbatic.
- Sectorul IV „Sfârșitul Cheilor”: km 32-34, în aval de Gâtul Iadului, într-o zonă mai largă cu pante mai puțin înclinate, în care apar conglomerate. În dreptul km 34, la intrarea în comuna Bicaz-Chei, pe stânga se află confluența cu pârâul Șugău și Cheile Șugăului. Dincolo de Șugău se află stîncile Munticelului și coloana înaltă a Pietrei Glodului (care nu mai aparțin de Cheile Bicazului).